# Sint-Jan-Evangelistkerk (Hoksem)

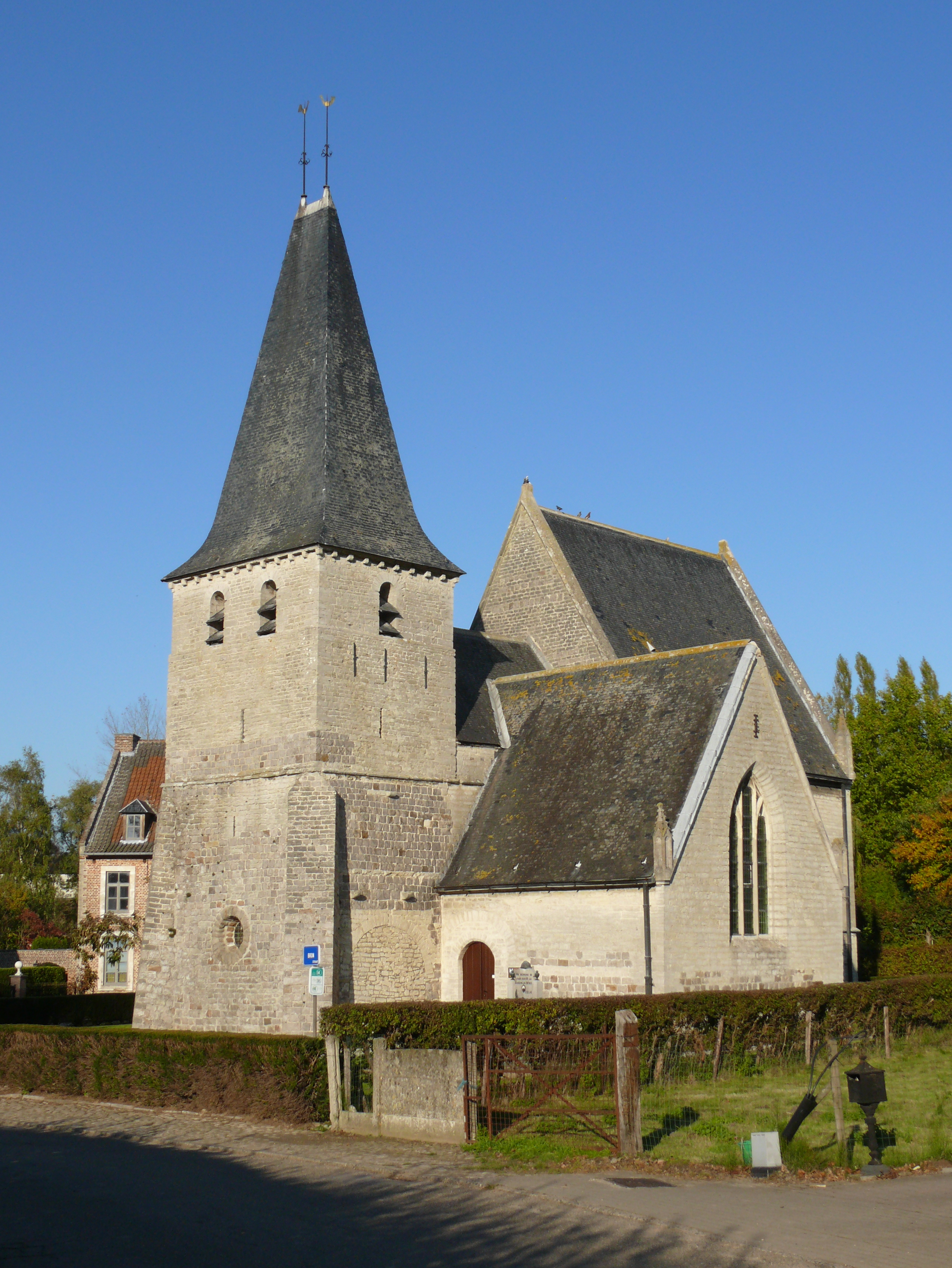
Sint-Jan-Evangelistkerk

De Sint-Jan-Evangelistkerk is de parochiekerk van de tot de Vlaams-Brabantse gemeente Hoegaarden behorende plaats Hoksem, gelegen aan de Sint-Jansstraat.

## Gebouw
De voorgebouwde toren (12e eeuw) en het eenbeukig schip zijn romaans en opgetrokken in kalksteen en kwartsiet. De toren heeft een rechthoekige plattegrond en een merkwaardige dubbele spits die wordt bekroond door een haan en een hen. In de 15e en 16e eeuw werd een pseudotransept toegevoegd waardoor een deel van het romaanse schip moest worden gesloopt.
Het recht afgesloten koor werd in de 14e eeuw gebouwd nadat, in 1344, een kapittel van tien kanunniken was aangesteld. De sacristie, aan de noordzijde, is van omstreeks 1600.

## Interieur
De kerk bezit gotische beelden van Maria en Sint-Jan, uit begin 16e eeuw, en beelden van engelen (17e eeuw). De biechtstoel, uit de eerste helft van de 17e eeuw, is in barokstijl.
Tegen de toren staat een gotische grafsteen van een kanunnik, vermoedelijk uit 1411.